# Discografie van Wesly Bronkhorst
Hieronder volgt de discografie van de Nederlandse zanger Wesly Bronkhorst, met name zijn albums en zijn nummers met een notering in een hitlijst. 

## Albums
| Album                                         | Verschijnen      | Label                      | Hitlijsten | Hitlijsten | Opmerkingen   |
| Album                                         | Verschijnen      | Label                      | NL         | NL         | Opmerkingen   |
| Album                                         | Verschijnen      | Label                      | Piek       | Weken      | Opmerkingen   |
| --------------------------------------------- | ---------------- | -------------------------- | ---------- | ---------- | ------------- |
| Wesly Bronkhorst                              | 18 oktober 2013  | Cornelis Music             | 22         | 5          | Studioalbum   |
| Op weg                                        | 20 november 2015 | Warner Bros. Entertainment | 74         | 1          | Studioalbum   |
| 15                                            | 19 mei 2017      | Warner Bros. Entertainment | 34         | 3          | Verzamelalbum |
| 15 jaar - Live in het Concertgebouw Amsterdam | 8 december 2017  | NRGY Music                 | 94         | 1          | Livealbum     |
| Trots                                         | 7 december 2018  | NRGY Music                 | 27         | 3          | Studioalbum   |

## Nummers met notering(en) in een hitlijst
| Lied                                                                    | Verschijnen       | Album            | Hitlijsten | Hitlijsten | Hitlijsten  | Hitlijsten  | Hitlijsten   | Hitlijsten   | Opmerkingen          |
| Lied                                                                    | Verschijnen       | Album            | BE (VL)    | BE (VL)    | NL (Top 40) | NL (Top 40) | NL (Top 100) | NL (Top 100) | Opmerkingen          |
| Lied                                                                    | Verschijnen       | Album            | Piek       | Weken      | Piek        | Weken       | Piek         | Weken        | Opmerkingen          |
| ----------------------------------------------------------------------- | ----------------- | ---------------- | ---------- | ---------- | ----------- | ----------- | ------------ | ------------ | -------------------- |
| De lucht was blauw                                                      | 5 juni 2007       | Kom maar bij mij | —          | —          | —           | —           | 31           | 5            |                      |
| Kom maar bij mij                                                        | 26 oktober 2007   | Kom maar bij mij | —          | —          | —           | —           | 76           | 1            |                      |
| Oranje is voor iedereen                                                 | 19 mei 2008       | —                | —          | —          | —           | —           | 78           | 1            |                      |
| WY                                                                      | 15 juli 2010      | —                | —          | —          | —           | —           | 57           | 3            |                      |
| Jij en ik                                                               | 5 september 2011  | —                | —          | —          | —           | —           | 77           | 2            |                      |
| Kom allemaal maar in mijn armen                                         | 7 april 2012      | Wesly Bronkhorst | —          | —          | —           | —           | 82           | 1            |                      |
| Als jij had gedacht                                                     | 26 april 2013     | Wesly Bronkhorst | —          | —          | —           | —           | 95           | 1            |                      |
| De eerste kus                                                           | 13 september 2013 | Wesly Bronkhorst | —          | —          | —           | —           | 37           | 4            |                      |
| Ik ga maar                                                              | 22 augustus 2014  | Op weg           | —          | —          | —           | —           | 20           | 4            |                      |
| Trots op jou                                                            | 1 februari 2018   | Trots            | tip        | —          | —           | —           | —            | —            | Goud in Nederland    |
| Amalia                                                                  | 2 juni 2022       | —                | —          | —          | 26          | 11          | 15           | 51           | Platina in Nederland |
| Gap (met Bizzey)                                                        | 12 januari 2024   | —                | —          | —          | tip8        | —           | 83           | 1            |                      |
| Ik ben net als jij (Ich bin wie du) (met Wesley Sneijder als Wes & Wes) | 9 mei 2024        | —                | —          | —          | —           | —           | —            | —            |                      |